# Católico (termo)

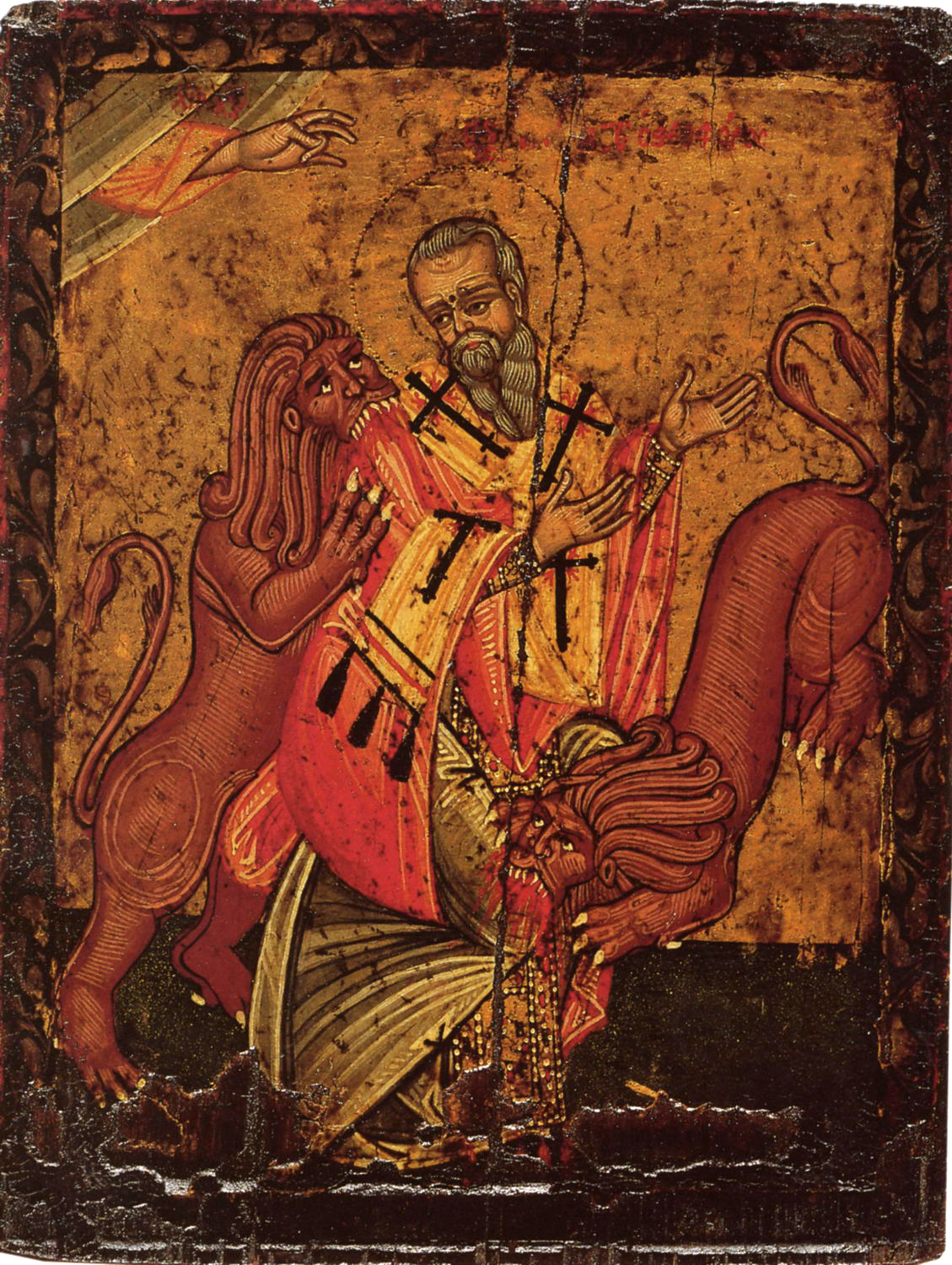
Santo Inácio de Antioquia.

A palavra "católico", derivada do latim tardio catholicus, que vem antigo adjetivo grego καθολικός (katholikos, universal), vem da frase grega καθόλου (katholou, de acordo com o todo, em geral) e é uma combinação das palavras gregas κατά (kata, sobre) e ὅλος (holos, todo). O primeiro uso conhecido do termo foi feito pelo Padre Apostólico Santo Inácio de Antioquia em sua Epístola aos Esmirniotas, datada de 107.
Os principais ramos do cristianismo no Oriente (Igreja Ortodoxa e Igreja do Oriente) sempre se identificaram como católicos de acordo com as tradições apostólicas e o Credo niceno. Luteranos, reformados, anglicanos e metodistas também acreditam que suas igrejas são católicas no sentido de que estão alinhadas com a igreja universal original fundada pelos apóstolos.
No século V, o Cânone Vicentino no Commonitorium conceituou a palavra "católico" como "o que foi aceito em todos os lugares, sempre e por todos". Durante os períodos medieval e moderno, surgiram outras distinções com relação ao uso dos termos "católico ocidental" e "católico oriental". Antes da Grande Cisma de 1054, essas expressões tinham significados geográficos básicos, já que existia apenas uma catolicidade indivisível que unia os cristãos de lingua latina do Ocidente e os cristãos de língua grega do Oriental. Após a Grande Cisma, a terminologia ganhou diferentes sistemas terminológicos paralelos e conflitantes.

## Etimologia
O adjetivo grego katholikos, que deu origem ao termo "católico", significa "universal". Advindo do grego ou por meio do latim tardio catholicus, o termo foi incluído em outros idiomas e tornou-se a base para criação de outras expressões teológicas, como "catolicismo" e "catolicidade". O termo "catolicismo" é a forma portuguesa do latim tardio catholicismus, um substantivo abstrato baseado no adjetivo "católico". O equivalente grego moderno é uma forma retroativa e geralmente se refere à Igreja Católica.

## Uso histórico

### Inácio de Antioquia
A evidência mais antiga registrada da expressão "Igreja Católica" é a Epístola aos Esmirniotas, escrita por Inácio de Antioquia em 107 para os cristãos de Esmirna. Ao estimular os cristãos a permanecerem unidos ao seu bispo, ele escreveu:
Onde quer que o bispo apareça, que o povo também esteja; assim como, onde quer que Jesus Cristo esteja, ali está a Igreja Católica.
Sobre o significado dessa frase para Inácio, James Herbert Srawley escreveu:
Essa é a ocorrência mais antiga na literatura cristã da frase “a Igreja Católica” (ἡ καθολικὴ ἐκκλησία). O sentido original da palavra é “universal”. Justino Mártir fala da "ressurreição universal ou geral" usando as palavras ἡ καθολικὴ ἀνάστασις, contrastando a Igreja universal com a Igreja particular de Esmirna. Inácio entende por Igreja Católica "o agregado de todas as congregações cristãs". A carta da Igreja de Esmirna é dirigida a todas as congregações da Santa Igreja Católica em todos os lugares. A palavra nunca perdeu o sentido primitivo de “universal”, embora na última parte do século II tenha começado a receber o sentido secundário de “ortodoxo” em oposição a “herético”. Assim, ela é usada em um dos primeiros cânones das Escrituras, o fragmento Muratoriano (cerca de 170), que se refere a certos escritos heréticos como “não recebidos na Igreja Católica”. Da mesma forma, Cirilo de Jerusalém, no século IV, diz que a Igreja é chamada de católica não apenas “porque está espalhada por todo o mundo”, mas também “porque ensina completamente e sem defeitos todas as doutrinas que devem chegar ao conhecimento dos homens”. Esse sentido secundário surgiu do significado original porque os católicos alegavam ensinar toda a verdade e representar toda a Igreja, enquanto a heresia surgia do exagero de alguma verdade e era essencialmente parcial e local.
Ao falar em Igreja Católica, Inácio se referia a igreja universal. Ele acreditava que os hereges que negavam que Jesus fosse um ser humano que sofreu e morreu e diziam que "ele apenas parecia sofrer", não eram cristãos de verdade.

### Martírio de Policarpo

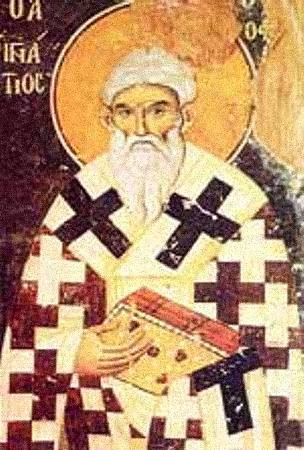
Inácio de Antioquia.

O expressão "Igreja Católica" foi usada no Martírio de Policarpo em 156:
A Igreja de Deus que peregrina em Esmirna, à Igreja de Deus que peregrina em Filomélio e a todas as congregações de Santa e Católica Igreja em todos os lugares: Misericórdia, paz e amor da parte de Deus Pai e de nosso Senhor Jesus Cristo sejam multiplicados.

Pois, [Policarpo] tendo vencido com paciência o injusto governador e assim adquirido a coroa da imortalidade, ele agora, com os apóstolos e todos os justos [no céu], glorifica com alegria a Deus, o Pai, e bendiz nosso Senhor Jesus Cristo, o Salvador de nossas almas, o Governador de nossos corpos e o Pastor da Igreja Católica em todo mundo.

### Fragmento Muratoriano
O fragmento Muratoriano, datado de 177, menciona:
[Paulo] escreveu, além dessas, uma a Filemom, uma a Tito e duas a Timóteo, em simples afeição pessoal e amor, de fato; mas ainda assim elas são santificadas na estima da Igreja Católica e na regulamentação da disciplina eclesiástica. Há também em circulação uma ao laodicenses e outra aos alexandrinos, forjadas sob o nome de Paulo e dirigidas contra a heresia de Marcião; e há também várias outras que não podem ser recebidas na Igreja Católica, pois não é adequado que o fel se misture com o mel.

### Tertuliano
Em 200, Tertuliano usou a expressão "Igreja Católica":
Onde estava então Marcião, aquele marinheiro do Ponto, o zeloso estudante do estoicismo? Onde estava Valentiono, o discípulo do platonismo? Pois é evidente que esses homens viveram não muito tempo atrás - no reinado de Antonino, em sua maior parte - e que, a princípio, eram crentes na doutrina da Igreja Católica, na igreja de Roma, sob o episcopado do abençoado Eleutério, até que, por causa de sua curiosidade sempre inquieta, com a qual chegaram a contagiar os irmãos, foram expulsos mais de uma vez.

### Clemente de Alexandria
Em 202, Clemente de Alexandria escreveu:
Portanto, em substância e ideia, em origem, em preeminência, dizemos que a Igreja antiga e católica é a única, reunida como está na unidade da única fé.

### Cipriano de Cartago
Em 254, Cipriano de Cartago escreveu diversas epístolas onde faz uso da expressão "Igreja Católica":
Marciano, que reside em Áries, associou-se a Novaciano e se afastou da unidade da Igreja Católica. […] Enquanto o bispo Cornélio foi ordenado na Igreja Católica pelo julgamento de Deus e pelos sufrágios do clero e do povo.
Quanto estávamos reunidos em conselho, caríssimos irmãos, lemos a carta que vocês nos escreveram a respeito daqueles que parecem ser batizados por hereges e cismáticos, [perguntando] se, quando eles vêm para a Igreja Católica, que é uma só, eles devem ser batizados.

Eles se esforçam para apresentar e preferir a lavagem sórdida e profana dos hereges ao verdadeiro, único e legítimo batismo da Igreja Católica. […] Devemos, por todos os meios, manter a unidade da Igreja Católica e não ceder aos inimigos da fé e da verdade em nenhum aspecto. […] Cuja opinião, por ser religiosa, legal e salutar, e em harmonia com a fé a Igreja Católica, nós também seguimos.

### Cirilo de Jerusalém

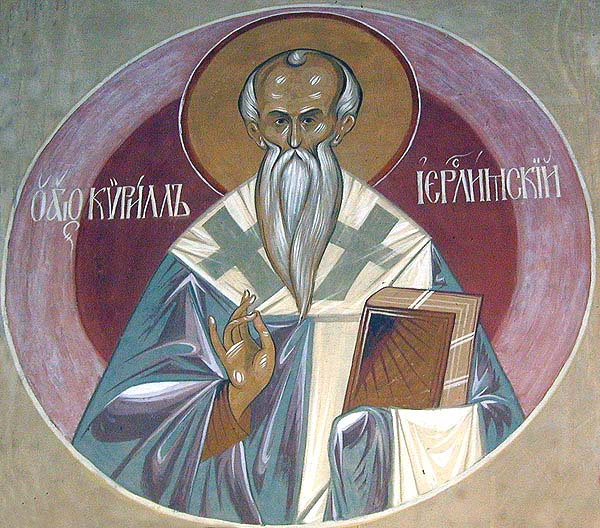
Cirilo de Jerusalém.

Cirilo de Jerusalém, que é venerado como santo pela Igreja Católica Romana, pela Igreja Ortodoxa Oriental e pela Comunhão Anglicana, distinguiu o que ele chamou de "Igreja Católica" de outros grupos que também podiam se referir a si mesmos como uma ἐκκλησία (assembleia ou igreja):
Uma vez que a palavra "Ecclesia" é aplicada a coisas diferentes e se pode dizer adequada e verdadeiramente que há uma Igreja de malfeitores, quero dizer, as reuniões dos hereges, os marcionistas e maniqueístas, e o resto, por esta causa a fé tem seguramente entregue a você agora o artigo “E em uma Santa Igreja Católica”, para que você possa evitar suas miseráveis reuniões e sempre permanecer com a Santa Igreja Católica na qual você foi regenerado. E se alguma vez estiverdes em cidades, não pergunteis simplesmente onde fica a Casa do Senhor (pois as outras seitas profanas também tentam chamar seus próprios covis de casas do Senhor), nem apenas onde fica a Igreja, mas onde fica a Igreja Católica. Pois este é o nome peculiar desta Santa Igreja, a mãe de todos nós, que é a esposa de nosso Senhor Jesus Cristo, o Filho Unigênito de Deus.

### Teodósio I

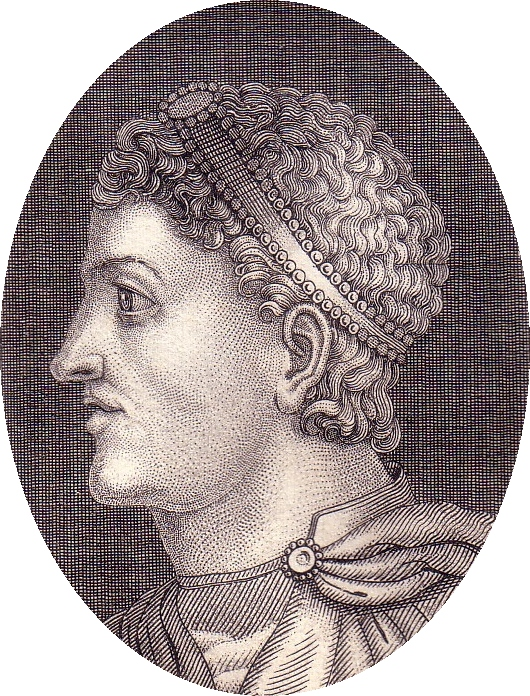
Teodósio I.

Teodósio I, imperador de 379 a 395, declarou o cristianismo católico como a religião oficial do Império Romano e afirmou no Édito de Tessalônica de 27 de fevereiro de 380:
É nosso desejo que todas as nações que estão sujeitas à nossa clemência e moderação continuem a professar a religião que foi entregue aos romanos pelo divino apóstolo Pedro, como foi preservada pela tradição fiel e que agora é professada pela Papa Dâmaso I e por Pedro II de Alexandria, um homem de santidade apostólica. De acordo com o ensinamento apostólico e a doutrina do Evangelho, creiamos na única Deidade do Pai, do Filho e do Espírito Santo, em igual majestade e em uma Trindade santa. Autorizamos os seguidores dessa lei a assumir o título de cristãos católicos; mas quanto aos outros, já que, a nosso ver, são loucos insensatos, decretamos que sejam marcados com o nome ignominioso de hereges e não tenham a presunção de dar a seus conventos o nome de igrejas. Eles sofrerão, em primeiro lugar, o castigo da condenação divina e, em segundo lugar, a punição que nossa autoridade, de acordo com a vontade do céu, decidirá infligir.

### Jerônimo
Em 418, Jerônimo escreveu a Agostinho de Hipona: "Você é conhecido em todo o mundo; os católicos o honram e o estimam como aquele que estabeleceu novamente a antiga fé."

### Agostinho de Hipona

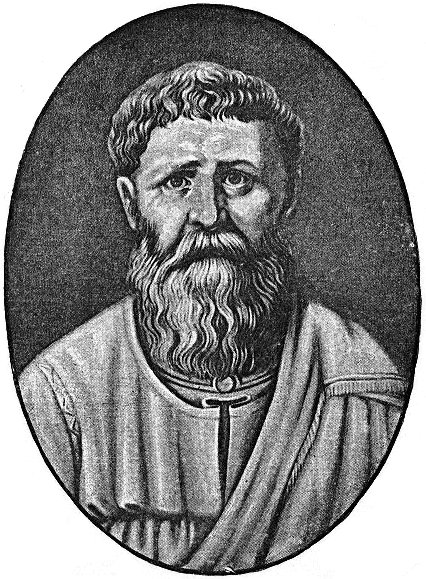
Agostinho de Hipona

Ainda no século V, Santo Agostinho de Hipona usou o termo "católico" para distinguir a igreja "verdadeira" dos grupos heréticos:
Na Igreja Católica, há muitas outras coisas que me mantêm em seu seio. O consentimento de povos e nações me mantém na Igreja; o mesmo acontece com sua autoridade, inaugurada por milagres, alimentada pela esperança, ampliada pelo amor, estabelecida pela idade. A sucessão dos presbíteros me mantém, começando pela própria sede do apóstolo Pedro, a quem o Senhor, depois de sua ressurreição, deu o encargo de apascentar suas ovelhas, até o atual episcopado.
E assim, por último, o próprio nome de católico, que, não sem razão, em meio a tantas heresias, a Igreja manteve; de modo que, embora todos os hereges desejem ser chamados de católicos, quando um estranho pergunta onde a Igreja Católica se reúne, nenhum herege se atreve a apontar para sua própria capela ou casa.

Portanto, em número e importância, são esses os laços preciosos pertencentes ao nome cristão que mantêm um crente na Igreja Católica, como é justo que o façam… Com você, onde não há nenhuma dessas coisas para me atrair ou manter… Ninguém me afastará da fé que une minha mente com laços tão numerosos e tão fortes à religião cristã… De minha parte, eu não deveria acreditar no evangelho, exceto se movido pela autoridade da Igreja Católica.

### São Vicente de Lerins
Em 434, São Vicente de Lerins, sob o pseudônimo Peregrinus, escreveu uma obra conhecida como Commonitorium. Ao insistir que, como o corpo humano, a doutrina da igreja se desenvolve enquanto mantém verdadeiramente sua identidade, ele afirmou:
Na própria Igreja Católica, todo cuidado possível deve ser tomado para que mantenhamos a fé que foi acreditada em todos os lugares, sempre, por todos. Pois isso é verdadeiramente e no sentido mais estrito "católico", que, como o próprio nome e a razão da coisa declaram, compreende tudo universalmente. Devemos observar se seguirmos a universalidade, a antiguidade e o consentimento. Seguiremos a universalidade se confessarmos como verdadeira aquela única fé que toda a igreja, em todo o mundo, confessa; a antiguidade, se de modo algum nos afastarmos daquelas interpretações que, manifestamente, foram notoriamente mantidas por nossos santos ancestrais e pais; o consentimento, da mesma forma, se na própria antiguidade aderirmos às definições e determinações consensuais de todos, ou pelo menos de quase todos os sacerdotes e doutores.

### Igreja Católica e Igreja Ortodoxa Oriental
Nos primeiros séculos da história cristã, a maioria dos cristãos que seguiam as doutrinas representadas no Credo niceno estavam ligados por uma catolicidade comum e indivisível que unia os cristãos de língua latina do oeste e os de língua grega do leste. Na época, os termos "católico oriental" e "católico ocidental" tinham significado geográficos que correspondiam às distinções linguísticas existentes entre o grego oriental e o latim ocidental. Apesar das divergências teológicas e eclesiásticas entre as congregações, uma catolicidade comum foi preservada. Após a Grande Cisma, a noção de catolicidade comum foi rompida e cada lado começou a desenvolver sua própria prática terminológica.
As principais disputas teológicas e eclesiásticas no Oriente e no Ocidente cristão têm sido comumente acompanhadas por tentativas dos lados de negar um ao outro o direito de usar a palavra "católico" como termo de autodesignação. Após a aceitação da Cláusula Filioque no Credo niceno por Roma, os cristãos ortodoxos do Oriente começaram a se referir aos adeptos do filioquismo no Ocidente apenas como latinos, não os considerando católicos.

A opinião dominante na Igreja Ortodoxa Oriental de que todos os cristãos ocidentais que aceitaram a interpolação filioquial e a pneumatologia não ortodoxa deixaram de ser católicos foi defendida e promovida por Teodoro IV de Antioquia, Patriarca de Antioquia, que escreveu em 1190:
Por muitos anos, a congregação da Igreja de Roma foi dividida em comunhão espiritual com os outros quatro Patriarcados, e se separou adotando costumes e dogmas estranhos à Igreja Católica e à Ortodoxa… Portanto, nenhum latino deve ser santificado pelas mãos dos sacerdotes por meio de mistérios divinos e imaculados, a menos que ele primeiro declare que se absterá dos dogmas e costumes latinos e que se conformará com a prática dos ortodoxos.
Os ortodoxos orientais eram considerados cismáticos pelos teólogos ocidentais. As relações entre o Oriente e o Ocidente se deterioraram mais após o Massacre dos Latinos em 1182 e o Cerco de Constantinopla em 1204, que foram seguidos por várias tentativas fracassadas de reconciliação. Entre o final do período medieval e o início do período moderno, a terminologia se tornou complicada e resultou na criação de sistemas terminológicos conflitantes.
No período moderno, o termo "acatólico" foi amplamente usado no Ocidente para se referir àqueles que eram adeptos de visões teológicas heréticas e práticas eclesiásticas irregulares. Durante a Contrarreforma, a palavra era usada por membros da Igreja Católica para designar os protestantes e os cristão ortodoxos orientais. A expressão foi considerada tão insultante que o Conselho da Igreja Ortodoxa Sérvia, realizado em Timișoara em 1790, enviou um apelo oficial ao Imperador Leopoldo II demandando a proibição da palavra.

### Luteranismo
A Confissão de Augsburgo, encontrada no Livro de Concórdia, uma coleção de crenças do luteranismo, diz que “a fé confessada por Lutero e seus seguidores não é nada nova, mas a verdadeira fé católica, e que suas igrejas representam a verdadeira igreja católica ou universal”. Em 1530, quando os luteranos apresentaram a Confissão de Augsburgo a Carlos V, Sacro Imperador Romano, eles acreditam ter “demonstrado que cada artigo de fé e prática era fiel, em primeiro lugar, à Sagrada Escritura e, depois, também ao ensino dos pais da igreja e dos concílios”.